# El médico de la mutua
El médico de la mutua (título original Il medico della mutua) es una película de comedia a la italiana de 1968, dirigida por Luigi Zampa y protagonizada por Alberto Sordi. La película está basada en la novela homónima de Giuseppe D'Agata.

## Argumento
La película sigue la historia del médico Guido Tersilli (Alberto Sordi), un recién graduado que se abre paso en el competitivo mercado laboral italiano. Con grandes problemas al inicio, es gracias a la ayuda de su madre (Nanda Primavera) y su joven prometida Teresa (Sara Franchetti). Rápidamente descubre los vacíos en el sistema de la mutua, y se aprovecha de estos para ir captando cada vez más clientes. Su éxito sin embargo su éxito lo enfrenta a sus colegas, que quieren sus pacientes.
Para lograr por fin su estabilidad financiera Guido visita al Dr. Bui, un anciano médico moribundo que tiene más de 2300 pacientes, que sus colegas esperan repartirse a la muerte de Bui. El Dr. Tersilli entonces seduce a Amelia. la anciana mujer del Dr. Bui, quien convence a su marido para que le pase todos sus pacientes, e incluso le entrega su consulta.
Un día Tersilli recibe una visita sorpresa de Teresa, quien no lo ve desde hace mucho tiempo, solo para ser abandonada por pertenecer a un estatus social más bajo que el de prometido médico. Tras la muerte del Dr. Bui, Amelia emprende un viaje de una semana a Nizza Monferrato, la ciudad natal de su difunto esposo, momento que Tersilli junto con su madre aprovechan para trasladar la consulta, llevándose los pacientes y burlando a la viuda.
Un día conoce a Anna Maria, la hija millonaria del dueño del edificio de su consulta, con quien pronto decide casarse. Guido, sin embargo, está trabajando demasiado y cae víctima de un colapso nervioso. Es trasladado al hospital, donde sus colegas intentan repartirse sus pacientes al creerlo moribundo, pero Guido escapa del hospital y retoma su actividad realizando las consultas desde su hogar, para lo que da instrucciones a su enfermera por teléfono.

## Reparto
- Alberto Sordi: Dr. Guido Tersilli
- Evelyn Stewart: Anna Maria
- Bice Valori: Amelia Bui
- Sara Franchetti: Teresa
- Nanda Primavera: Celeste, madre de Guido
- Patrizia De Clara: Sor Pasqualina
- Claudio Gora: Dr. De Amatis
- Franco Scandurra: Dr. Carlo Bui
- Sandro Merli: Dr. Drufo
- Sandro Dori: Dr. Zeccone
- Cesare Gelli: radiólogo Filopanti
- Egidio Casolari: Simeone, amante de Amelia Bui
- Marisa Traversi: prostituta